# Ludwinowo (gmina Jaszuny)
Ludwinowo (lit. Liudviniškės) − wieś na Litwie, w gminie rejonowej Soleczniki, 5 km na wschód od Jaszunów, zamieszkana przez 3 ludzi. Przed II wojną światową w Polsce, w powiecie wileńsko-trockim województwa wileńskiego.